# 51 Pegasi b
51 Pegasi b (skraćeno 51 Peg b), nezvanično nazvana Belerofont, kasnije formalno imenovana kao Dimidijum, je ekstrasolarna planeta udaljena oko 50 svetlosnih godina u sazvežđu Pegaz. To je bila prva egzoplaneta koja je otkrivena na orbiti zvezde glavnog niza, Suncu slične zvezde 51 Pegasi, i označila je proboj u astronomskim istraživanjima. Ona je prototip za klasu planeta zvanih vrući Jupiteri.
Godine 2017, otkriveni su tragovi vode u atmosferi planete. Godine 2019, Nobelova nagrada za fiziku je delom dodeljena za otkriće planete 51 Pegasi b.

## Ime
51 Pegasi je Flamstidova oznaka zvezde domaćina. Planeta je prvobitno bila označena kao 51 Pegasi b po Mišelu Majoru i Didjeu Kelou, koji su ovu planetu otkrili u decembru 1995. Sledeće godine je astronom Džefri Marsi nezvanično nazvao planetu „Belerofont”, sledeći konvenciju o imenovanju planeta po likovima grčke i rimske mitologije (Belerofont je lik iz grčke mitologije koji je jahao na krilastom konju Pegazu).
U julu 2014. godine Međunarodna astronomska unija je pokrenula proces davanja odgovarajućih imena pojedinim egzoplanetama i njihovim matičnim zvezdama. Proces je obuhvatao javnu nominaciju i glasanje za nova imena. U decembru 2015. IAU je objavila da je pobedničko ime ovu planetu Dimidijum. Ime je podnelo Astronomsko društvo Lucerna, iz Švajcarske. Dimidijum je latinski za 'polovinu', a odnosi se na masu planete od najmanje polovine mase Jupitera.

## Otkriće
Otkriće egzoplanete objavili su 6. oktobra 1995. Mišel Mejor i Didje Kelo sa Univerziteta u Ženevi u časopisu Nature. Oni su koristili metod radijalne brzine sa spektrografom ELODIE na teleskopu Gornjoprovansalske observatorije u Francuskoj i svojom objavom dospeli na svetske naslove. Za ovo otkriće dobili su Nobelovu nagradu za fiziku 2019. godine.
Planeta je otkrivena pomoću osetljivog spektroskopa koji je mogao da otkrije blage i pravilne promene brzine u spektralnim linijama zvezde od oko 70 metara u sekundi. Ove promene su uzrokovane gravitacionim efektima planete sa udaljenosti od samo 7 miliona kilometara od zvezde.
U roku od nedelju dana od objave, planetu je potvrdio drugi tim koji je koristio Lik opservatoriju u Kaliforniji.
Ovo je bilo prvo otkriće egzoplanete koja kruži oko zvezde slične Suncu (prvo otkriće egzoplanete realizovao je Aleksander Volszan 1992. godine, oko pulsara PSR 1257). To je označilo prekretnicu i primoralo je astronome da prihvate da bi džinovske planete mogle postojati u orbitama kratkog perioda. Jednom kada su astronomi uvideli da vredi tražiti džinovske planete sa trenutno dostupnom tehnologijom, mnogo više vremena teleskopa je posvećeno traženju planeta radijalnih brzina, te je stoga otkriveno mnogo više egzoplaneta u okolini njihovog Sunca.

## Fizičke karakteristike
Nakon njenog otkrića, mnogi timovi su potvrdili postojanje planete i pribavili dodatna zapažanja o njenim svojstvima. Otkriveno je da planeta kruži oko svoje zvezde za oko četiri dana. Ona je mnogo bliže zvezdi nego što je Merkur Suncu, kreće se orbitalnom brzinom od 136 km/s (300.000 mph), ali ima minimalnu masu otprilike upola manju od Jupitera (oko 150 puta veću od Zemlje). U to vreme, prisustvo ogromne planete tako blizu njene zvezde nije bilo kompatibilno sa teorijama o formiranju planeta i smatralo se anomalijom. Međutim, od tada su otkriveni brojni drugi „vrući Jupiteri“ (kao što su 55 Kankri i t Boetis), te astronomi revidiraju svoje teorije o formiranju planeta kako bi ih objasnili proučavanjem orbitalne migracije.
Pod pretpostavkom da je planeta savršeno siva bez efekata staklene bašte ili plime, i Bondovog albeda od 0,1, temperatura bi bila 1.265 K (992 °C; 1.817 °F). Ovo je između predviđenih temperatura HD 189733 b i HD 209458 b (1.180 K (910 °C; 1.660 °F)–1.392 K (1.119 °C; 2.046 °F)), pre nego što su izmerene.
U izveštaju o otkriću, prvobitno se spekulisalo da je 51 Pegasi b ogoljeno jezgro smeđeg patuljka raspadnute zvezde i da je stoga sastavljeno od teških elemenata, ali se sada veruje da je gasni gigant. Ova planeta je dovoljno masivna da njenu gustu atmosferu ne oduva sunčev vetar zvezde.
Planetpol je ovu planetu (sa Ipsilon Andromeda b) smatrao kandidatom za polarimetriju otvora. Ona je takođe kandidat za „blisku infracrvenu karakterizaciju.... sa VLTI spektro-imidžerom”.

## Literatura
- Butler; Wright, J. T.; Marcy, G. W.; Fischer, D. A.; Vogt, S. S.; Tinney, C. G.; Jones, H. R. A.; Carter, B. D.; Johnson, J. A.; McCarthy, C.; Penny, A.J.;  . (2006). „Catalog of Nearby Exoplanets”. The Astrophysical Journal. 646 (1): 505—522. Bibcode:2006ApJ...646..505B. arXiv:astro-ph/0607493 . doi:10.1086/504701. Архивирано из оригинала 07. 12. 2019. г. Приступљено 23. 08. 2020. (web version)
- Charbonneau, D. (2003). „HD 209458 and the Power of the Dark Side”.  Ур.: Deming, Drake; Seager, Sara. Scientific Frontiers in Research on Extrasolar Planets. ASP Conference Series. 294. San Francisco: ASP. стр. 449—456. ISBN 978-1-58381-141-2.
- Deming, Drake; Seager, Sara; Richardson, L. Jeremy & Harrington, Joseph (2005). „Infrared radiation from an extrasolar planet”. Nature. 434 (7034): 740—743. Bibcode:2005Natur.434..740D. PMID 15785769. arXiv:astro-ph/0503554 . doi:10.1038/nature03507.
- Fortney, J. J.; Sudarsky, D.; Hubeny, I.; Cooper, C. S.; Hubbard, W. B.; Burrows, A.; Lunine, J. I. (2003). „On the Indirect Detection of Sodium in the Atmosphere of the Planetary Companion to HD 209458”. Astrophysical Journal. 589 (1): 615—622. Bibcode:2003ApJ...589..615F. arXiv:astro-ph/0208263 . doi:10.1086/374387.
- Holmström, M.; Ekenbäck, A.; Selsis, F.; Penz, T.; Lammer, H. & Wurz, P. (2008). „Energetic neutral atoms as the explanation for the high-velocity hydrogen around HD 209458b”. Nature. 451 (7181): 970—972. Bibcode:2008Natur.451..970H. PMID 18288189. arXiv:0802.2764 . doi:10.1038/nature06600.

## Spoljašnje veze
- Jean Schneider (2011). „Notes for Planet 51 Peg b”. Extrasolar Planets Encyclopaedia. Приступљено 3. 10. 2011.
- „51 Pegasi”. SolStation. Архивирано из оригинала 25. 7. 2008. г. Приступљено 3. 7. 2008.
- „51 Peg”. Exoplanets. Архивирано из оригинала 4. 12. 2008. г. Приступљено 1. 11. 2008.
- „The First Extrasolar Planet around a Solar-type Star”. University of Geneva. Архивирано из оригинала 9. 6. 2008. г. Приступљено 3. 7. 2008.
- „The Planet Around 51 Peg”. Lick Observatory. Архивирано из оригинала 27. 7. 2008. г. Приступљено 3. 7. 2008.